# Гло ла Ферјер
Гло ла Ферјер (фр. Glos-la-Ferrière) насеље је и општина у северној Француској у региону Доња Нормандија, у департману Орн која припада префектури Аржантан.
По подацима из 2011. године у општини је живело 565 становника, а густина насељености је износила 44,73 становника/km². Општина се простире на површини од 12,63 km². Налази се на средњој надморској висини од 265 метара (максималној 261 m, а минималној 208 m).

## Демографија
| 1962. | 1968. | 1975. | 1982. | 1990. | 1999. | 2011. |
| ----- | ----- | ----- | ----- | ----- | ----- | ----- |
| 496   | 525   | 540   | 556   | 567   | 521   | 565   |

График промене броја становника у току последњих година